# Sevilla Fútbol Club
Cet article concerne le club de football espagnol. Pour le club de football portoricain, voir Sevilla FC (Porto Rico).
Ne pas confondre avec le Real Betis Balompié, un autre club de football basé à Séville.
Maillots
Actualités
| \| Séville \| Le club est basé à Séville en Espagne. |
| Séville                                              |

Le Sevilla Fútbol Club (en français Club de football de Séville, couramment appelé Séville FC), est un club de football de Séville, en Andalousie, existant depuis 1890 et jouant en Liga espagnole.
Le Séville FC est le deuxième club le plus ancien d'Espagne après le Recreativo de Huelva, autre club andalou, fondé un mois et deux jours plus tôt.
Dans le classement historique de la première division espagnole (es), le FC Séville est situé en 6e position.
C'est l'équipe andalouse ayant gagné le plus de titres, qui a passé le plus de saisons en Primera División. Le club détient le record de victoires en Coupe UEFA ou Ligue Europa.
Le club ouvre son stade en 1958, le Stade Ramón-Sánchez-Pizjuán qui a une capacité de 45 500 places. Il entretient une rivalité avec l'autre club de Séville, le Real Betis.

## Histoire

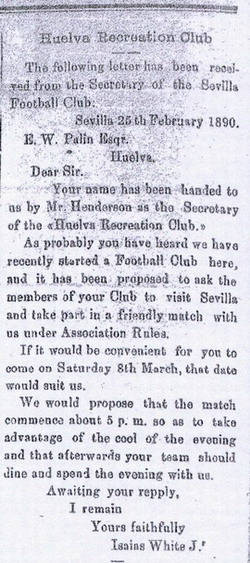
Lettre publiée dans le journal La Provincia le 28 février 1890. C'est l'invitation du Séville FC au Recreativo de Huelva pour jouer ce qui sera le premier match de football de l'histoire de l'Espagne.

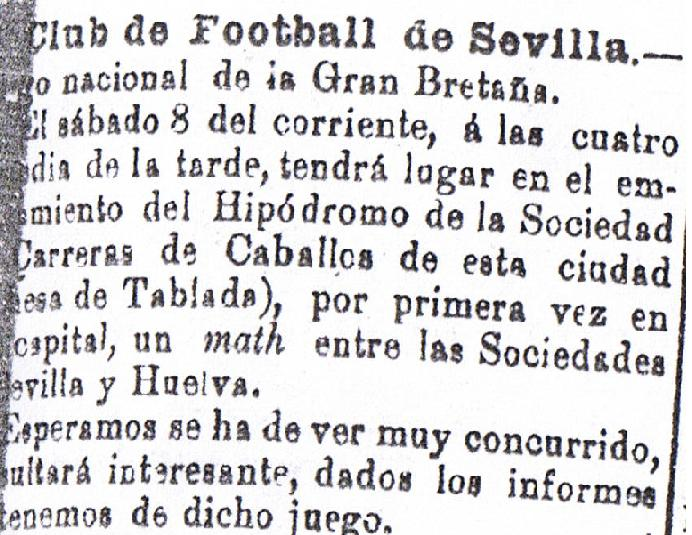
Article de presse publié le 7 mars 1890 dans le journal sévillan El Porvenir, annonçant le premier « math » (sic) de football.

### Premiers pas du Séville FC (1890-1905)
Bien que le Séville FC n'ait été fondé officiellement qu'en 1905, les origines du club remontent au 25 janvier 1890.
À cette époque, un groupe de jeunes Sévillans, fils d'anciens immigrants anglais, formèrent une société afin de pratiquer le football. Ces précurseurs du Séville FC étaient les frères Welton, Carlos et Enrique. Ils étaient nés à Séville et résidaient à Triana, où leur père Jorge William Welton avait monté un petit négoce dans la rue San Jacinto.
Avec eux se trouvait Isaías White, un autre Sévillan fils d'un industriel d'origine anglaise. Merry, né lui aussi à Séville bien que de parents irlandais, se joint ensuite à eux ainsi que le docteur Langdon. Très vite d'autres jeunes, d'origine anglaise principalement, les rejoignent. Ils fixèrent le bureau du Sevilla Foot-ball Club dans la rue Bailén, là où résidait le secrétaire du nouveau club, Isaía White.
Ils avaient ainsi créé la première société spécifiquement consacrée au football en Espagne.
Grâce à une connaissance du jeune White, un certain Henderson, le secrétaire sévillan prit connaissance de l'existence d'une « société d'agrément » qui avait été fondée dans la ville voisine de Huelva un an auparavant et qui était consacrée à la pratique de divers sports. Il se mit immédiatement en contact avec cette société et lui envoya une lettre l'invitant à jouer un match de football à Séville.
M. Palin, secrétaire du Huelva Recreation Club, accepta la proposition du Séville FC de jouer ce match. Isaías White envoya une note de presse aux journaux sévillans qui fut publiée le 7 mars dans le Porvenir et le 8 dans le Baluarte.
Le match se déroula à côté de l'hippodrome de Tablada et le Séville FC gagna deux buts à un. La composition des équipes du match qui est considéré par la Fédération d'Espagne de football comme le premier match de football joué sur le sol espagnol était la suivante : Maccoll, Logan, Stroulger, Rickson, Annodall, Mandy, White, Enrique Welton, Greig, Sturgart et Nicholson portaient les couleurs du Séville FC tandis qu'Alcock, Yates, Wakelin, Duclos, Coto, Kirk, Daniel, Curtis, Gibbson, Badly et Smith représentaient le Huelva Recreation Club.
Après le match, le Séville FC invita l'équipe adverse à un banquet au café Suizo, un des plus élégants de la ville. La veillée dura jusque tard dans la nuit.
Le Huelva Recreation Club retourna l'invitation au Séville FC et un autre match fut joué à Huelva le 29 mars à 16 h 30. Ce match fut gagné par l'équipe hôte. Un banquet fut célébré à l'hôtel Colón en l'honneur de l'équipe sévillane.
Un troisième match fut organisé en 1891, encore à Séville, à l'hippodrome de Tablada. C'était un 1er janvier dans le but de célébrer les fêtes de Noël. Maccol (capitaine), Plews, Charlesworth, Thomson, Logan, Stroneger, Poppy, Welton, White, Geddes et Merry représentèrent le Séville FC.
L'article que la presse fit sur ce match insistait fortement sur les dimensions excessives du terrain de jeu, qui étaient de 120 mètres de long pour 55 de large. Un autre match fut joué et remporté par le Huelva Recreation Club le 14 février de la même année. En 1892, ces deux clubs jouèrent à nouveau dans le cadre du quadricentenaire de la découverte de l'Amérique ; ce match remporté par le Huelva Recreation été nommé la « Copa de la Raza ».
Au début de l'année 1900, José Luis Gallegos (es), originaire de Jerez de la Frontera, contacte les pionniers du club qu'étaient White, Welton, Merry ou encore Langdong et il donna suite à l'équipe sévillane. De ce fait, le fils du docteur Langdong, Charles, fit partie de la première assemblée directive qui fut constituée le 14 octobre 1905.

### Premières années et époque dorée (1905-1962)

Performance en championnat du Sevilla Fútbol Club 1929-présent

Le Séville FC fut fondé officiellement le 14 octobre 1905; le gouverneur de Séville, José Contreras Carmona, approuve les statuts, valide la légalité du club sévillan et annonce sa création. Dans ces premiers statuts on trouvait :
- José Luis Gallegos comme président.
- Manuel Jiménez de León comme secrétaire et trésorier.
- Juan Mejías, Samuel Harmech, Manuel Zapata Castañeda et Charles Langdon (fils du docteur Langdon)

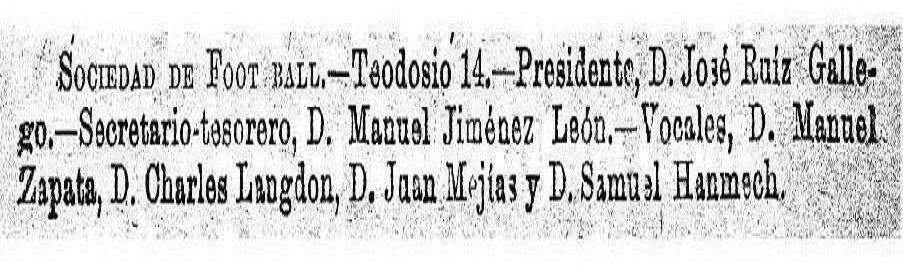
Détail du Guide Officiel du Commerce et de l'Industrie de Seville et sa Province, 1905.

Le lendemain de la signature des statuts, ils se réunirent dans le Pasaje de Oriente (un restaurant réputé de l'époque). C'est pendant ce repas que José Luis Gallegos prononça dans un discours une des phrases qui ont constitué l'emblème du Séville FC :
« Tous les hommes de n'importe quel niveau social, idées religieuses ou politiques pourront venir ici », José Luis Gallegos, Discours après la fondation du club, 1905.
Les premiers matchs se disputèrent dans le stade du « Prado de San Sebastián », situé à côté du Parc de María Luisa, en face du Quartier des Ingénieurs.
Le 30 janvier 1909, le Séville FC dispute son premier match officiel contre le Recreativo Huelva. Le 1er janvier 1913 est inauguré le Campo del Mercantil, le nouveau stade, grâce au fait que le président du club, José Maria Miro, obtienne la cession de quelques terrains situés dans le Prado de San Sebastián, pour une partie du Círculo Mercantil. En 1914, il gagne sa première Coupe de Séville. Entre la création de la Coupe d'Andalousie, en 1916, et sa disparition 17 ans plus tard, le club a récolté pas moins de 18 titres de champion et 3 de vice-champion. Le 21 octobre 1918 il change à nouveau de stade, passant à celui appelé Reina Victoria, dans l'actuelle avenue de la Palmera; dans ce stade se disputa le premier match joué par la sélection espagnole en Andalousie, en 1923. Dans la Copa del Rey (unique compétition nationale de l'époque), l'équipe, toutefois, put atteindre seulement les demi-finales en 1921. À cette époque s'est consolidée la fameuse attaque appelée « la ligne de la peur », et un style de jeu surnommé « l'école sévillane », qui surprit les équipes de l'époque. Le 7 octobre 1928, le club change de stade pour l'avant-dernière fois, venant jouer dans le stade de Nervión, qui s'il était encore debout serait adjacent à l'actuel stade inauguré en 1958. Dans ce stade, le Séville FC réalisa ses meilleures performances : trois Coupes d'Espagne (un Trophée Président de la République, un Trophée du Géneralissime et une Coupe du Géneralissime) et la Liga.
À l'occasion de la création du Championnat d'Espagne de football en 1929, le Séville FC dut disputer un match aller-retour contre le Racing Santander pour définir qui serait la dixième équipe qui complèterait la Primera División. Séville ne put sortir victorieux, et bien que cette année le club gagna la Segunda División, il perdit la promotion contre la même équipe. Après plusieurs années de résultats médiocres, le Séville FC débute en Primera División durant la saison 1934-35. En 1935, il gagne sa première Coupe d'Espagne, après avoir défait Sabadell par 3-0. Après la Guerre d'Espagne, Séville gagne le Trophée du Géneralissime (Trofeo del Generalisimo) après avoir battu le Racing de Ferrol 6-2, ce qui est le second meilleur score dans l'histoire des finales de Coupe d'Espagne.
Après le choc causé par la guerre civile, la Liga recommence avec la saison 1939-40 et le Séville FC joue quelques matches incroyables, gagnant 11-1 à Barcelone, 10-3 à Valence et 8-3 à l'Hércules CF, mais lors du dernier match de la saison une défaite contre Hércules le fait perdre le titre de champion. Son étonnante attaque fut appelée « les stukas », comme les dévastateurs avions allemands.

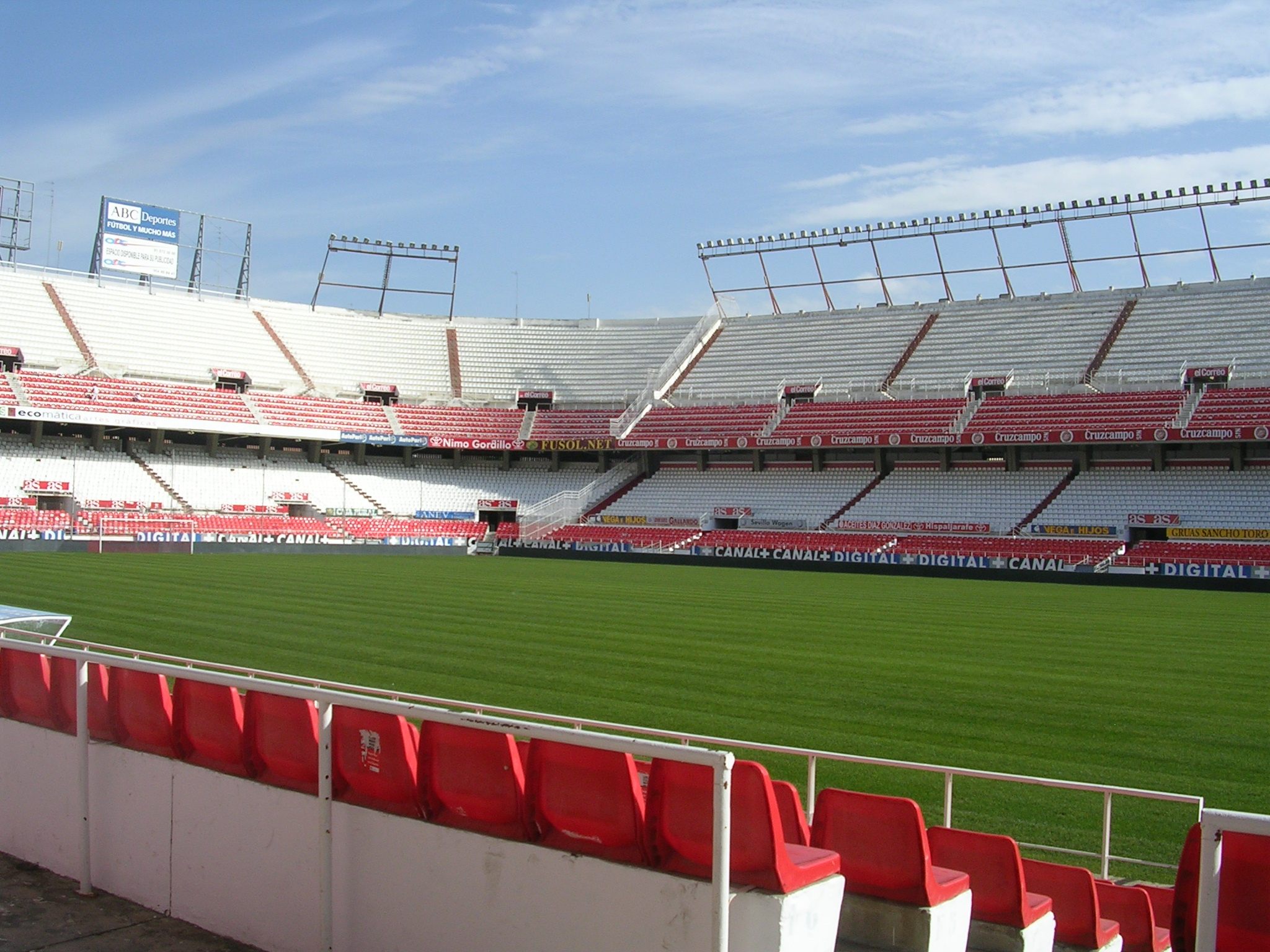
Le stade actuel fut inauguré en 1958 avec le nom du défunt président Ramón Sánchez Pizjuán.

Après plusieurs années dans les places les plus hautes, frolant la victoire en championnat plusieurs fois, Séville gagne sa première et unique Liga lors de la saison 1945-1946 avec Ramón Encinas comme entraîneur, à l'occasion de la dernière journée, dans le stade de Les Corts, face à une équipe du FC Barcelone qui jouait aussi pour la victoire en championnat. Le but de Juan Araujo donne le titre aux Sévillans. De plus, le Séville FC est vice-champion lors des saisons 39/40, 42/43, 50/51 (avec une grande polémique sur l'arbitrage) et 56/57.
Trois ans plus tard, en 1948 Séville gagnera sa troisième Coupe d'Espagne en vainquant le Celta Vigo 4-1.
Le Séville FC inaugure son nouveau stade en 1958, peu de temps après que son promoteur meurt, le président le plus emblématique du club, Ramón Sánchez Pizjuán, qui donna son nom au stade.

### Seconde moitié duXXesiècle
Après avoir été finaliste de la Coupe d'Espagne en 1962, le Séville FC devra attendre 44 ans avant de pouvoir disputer à nouveau l'apothéose d'un tournoi au niveau national ou international. Pendant ces longues années, le club vécut quelques bons moments, mais surtout de très mauvais.
Dans les années 1960, le club stagne en milieu de classement, bien qu'il se qualifie pour la Coupe d'Europe des villes de foire (précurseur de la Coupe de l'UEFA) lors de la saison 65/66 ; l'année suivante Séville échappe de justesse à la relégation, et deux ans plus tard (67/68) c'est la culbute en Segunda Division après 33 saisons passées en Primera Division.
Le club réapparaît 3 ans plus tard, en obtenant la 3e place du championnat qui lui permet de disputer la Coupe d'Europe des Villes de Foire ; ce qui n'a pas empêché que l'équipe retourne en Segunda Division en 71/72, et y reste 3 ans.
Durant la première de ces trois saisons, l'avant centre Pedro Berruezo trouva la mort dans le stade de Pasarón, à Pontevedra.
Mais l'équipe (qui comptait dans ses rangs le très bon Biri Biri) réussit à remonter en Primera Division, pour ne pas en redescendre pendant 21 ans.
Dans les années 1980, l'équipe, composée de joueurs comme Francisco Lopez Alfaro et Pintinho et dirigée par Miguel Muñoz puis par Manolo Cardo, développait un football qui émerveillait les Espagnols comme les étrangers et qui permit à l'équipe de participer deux fois consécutives à la Coupe de l'UEFA lors des saisons 81/82 et 82/83.
Lors de la première de ces deux participations, en huitièmes de finale de la Coupe de l'UEFA 1982/83, Séville, après avoir perdu 2-0 contre le PAOK Salonique en Grèce, réussit à obtenir la qualification à domicile grâce à un score de 4-0. En quarts de finale l'équipe fut éliminée par le 1.FC Kaiserslautern allemand.
Plusieurs années plus tard, avec Vicente Cantatore sur le banc d'entraîneur, le club obtient une nouvelle participation (89/90). Cette année, l'attaquant autrichien Anton Polster parvient à inscrire 33 buts, sans pour autant obtenir le titre de « pichichi » (meilleur buteur), décerné à Hugo Sánchez qui avait marqué 38 buts. Lors de la saison 92/93, la star du football Diego Maradona arrive au club grâce au nouvel entraîneur Carlos Bilardo, qui malgré cela sortit par la porte de derrière à la fin de la saison. Avec Luis Aragonés, le club réalisa deux bonnes saisons, et se qualifia même pour la Coupe de l'UEFA lors de la deuxième (94/95) ; personne n'aurait pu prévoir ce qui allait se passer l'année suivante.

### L'été 1995 et les années suivantes
La Loi du Sport obligeait les équipes, qui se convertissaient petit à petit en Sociétés Anonymes Sportives, a présenter des avances financières en prévision de dettes avant le 1er août 1995. Pour diverses raisons, le Séville FC et le Celta Vigo ne purent pas respecter les délais, et furent "administrativement" rétrogradés en Segunda Division B.
Évidemment, le scandale fut énorme. Des dizaines de milliers de supporters des deux clubs sortirent dans la rue plusieurs fois pour défendre les intérêts de leur équipe. La direction de Séville affirma que l'avance financière avait été payée à temps, mais que la constatation de ce fait avait dû prendre du retard. Au lieu de cela, la Fédération a donné leurs places en Primera Division à Valladolid et Albacete, qui devaient être relégué en Segunda Division.
Finalement, la pression effectuée par les supporteurs a fait revenir sur sa décision la Fédération, et cette dernière n'eut d'autre choix que d'accepter les 4 clubs en Primera Division, formant un championnat de 22 équipes qui dura deux ans. Après toute cette polémique, le plus remarquable cette année fut la bonne activité de l'équipe en Coupe de l'UEFA, qui fut éliminée par le FC Barcelone. Mais l'année suivante allait aussi réserver son lot de surprises.
L'actionnaire principal du club, González de Caldas, et son entraîneur, José Antonio Camacho, ont amené le club à la ruine économique et sportive, au point qu'il a presque fallu vendre le stade. Aucun des entraîneurs lui succédant n'ont pu redresser la barre, et le Séville FC descendit irrémédiablement en Segunda Division.
Après deux années passées dans ce championnat et avoir vaincu Villarreal dans un match pour la promotion, le club affronte une nouvelle saison (99/00) en Primera Division, qui est très mauvaise et ne restera pas inscrite dans les annales du club.

### Années 2000

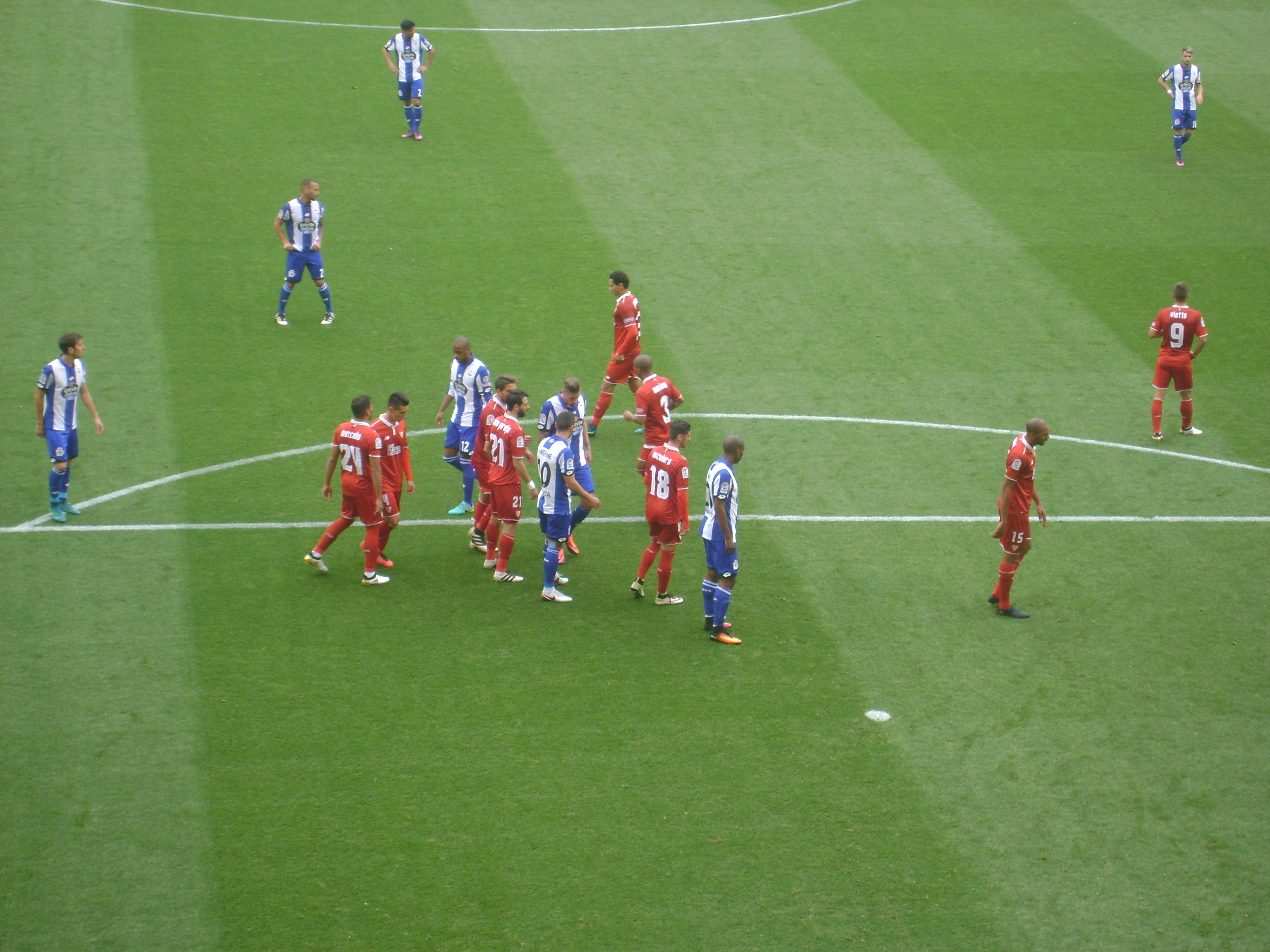
Deportivo de La Coruña vs. Sevilla FC.

Après plusieurs années d'énormes échecs économiques, sportifs et sociaux, Roberto Alés prend la direction du club. Sous son mandat, l'austérité, "l'économie de guerre" et la "méthode allemande" sont imposées, en opposition à plusieurs années de "gaspillage économique", mauvaise gestion et mauvais achats de joueurs, que la plupart du temps la direction ne connaissait pas sauf par des intermédiaires.
Le Séville FC, très endetté et presque sans argent (on raconte qu'un jour Roberto Alés dût payer de sa poche l'achat de nouveaux ballons pour le club, car, incroyable mais vrai, le club n'en avait même plus pour s'entraîner) s'est vu obligé de vendre quelques-unes de ses stars (Vasilis Tsartas, Juan Carlos, Carlos Marchena et Jesuli), quelques-unes des authentiques perles du club, et se retrancher dans une gestion économique d'absolue austérité. Sportivement, Séville nomme l'ex-gardien et délégué de l'équipe Monchi comme directeur sportif, alors que Joaquín Caparrós est choisi au poste d'entraîneur. Avec la politique de "des hommes, pas des noms", Monchi réussit à confectionner une équipe sans stars, recrutant des joueurs de pas ou peu de renom, la majeure partie obtenus gratuitement, des joueurs écartés d'autres clubs ou des joueurs inconnus, imposant une politique de gestion basée sur les rapports, le suivi des joueurs, la connaissance absolue du marché des transferts et des besoins de l'équipe, et déployant un énorme réseau d'observateurs dans le monde entier, plus particulièrement en Amérique du Sud.
Ainsi, avec le savoir-faire de l'entraîneur et une tranquillité sociale inconnue les années précédentes, l'équipe a réussi à réaliser une saison brillante, jouant un football combatif, de luxe, ordonné, sans excès, mais énormément efficace, avec à la clé le titre en Segunda Division grâce à 23 victoires (record historique du club en une saison) et 66 buts inscrits.
Maintenant qu'il est en Primera Division, le club s'installe parmi les grands années après années. Avec peu de ressources, l'équipe obtint des bons résultats et rivalisa avec les plus grands en Primera Division. Après deux années passées à sortir le club des problèmes économiques, Roberto Alés donne la présidence à l'ex-vice-président Del Nido, connu pour son excellente gestion pendant la relégation fatidique en Segunda B.
Celui-ci, avec un style présidentiel beaucoup plus expansif, mais également avec les pieds sur terre sur les plans économique et sportif, parvint peu à peu à recruter des joueurs d'une certaine qualité et déploya une politique de marketing agressive qui relança l'image du club. Les bons résultats sportifs arrivèrent à émerveiller les supporters d'une façon que l'on n'avait pas vu depuis longtemps. Des joueurs comme l'Uruguayen Darío Silva, des jeunes "perles" acquis à bas prix comme les Brésiliens Julio Baptista ou Daniel Alves et des joueurs ayant fait une brillante carrière ont fait de cette période le début de l'ascension européenne de l'équipe, qui réussit à se qualifier pour la Coupe de l'UEFA.
La saison précédant le centenaire (04/05), Séville occupa presque toute l'année la place qui permettait d'accéder à la Ligue des champions, mais quelques défaites en fin de saison l'ont éloigné de cette compétition.
Avec Juande Ramos, l'année suivante (l'année du Centenaire du club), le club n'atteint pas non plus la Ligue des champions après une incroyable montée au classement où il avait battu le Real Madrid et le FC Barcelone. Mais le grand moment du club lors de ces 100 années n'était pas en Espagne : il était en Europe.

#### Victoires sur la scène européenne

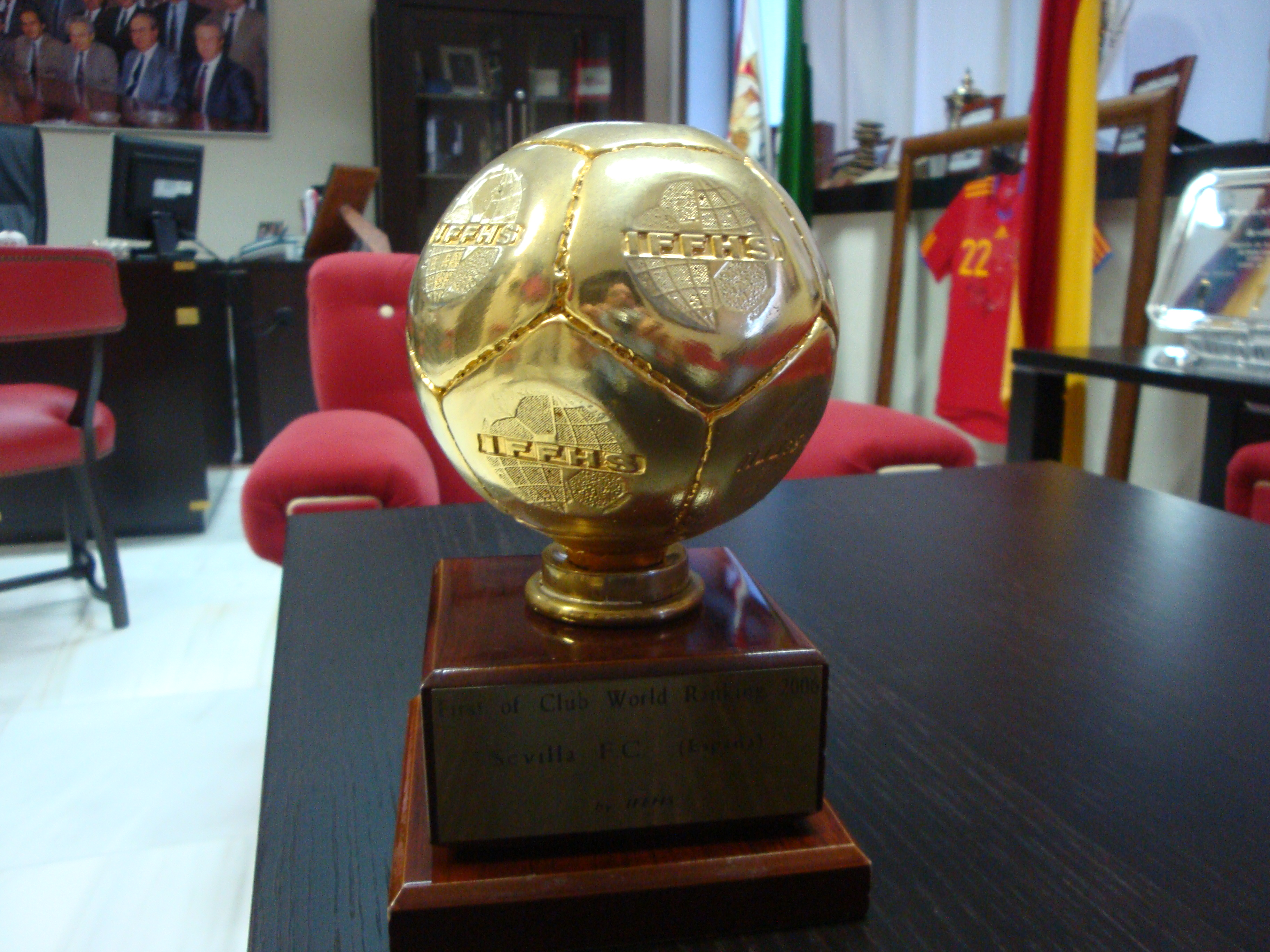
Premier au classement IFFHS de la meilleure équipe du monde en 2006 et 2007.

Ayant terminé 6e lors de la saison 2004-2005 de la Primera Division, Séville FC est qualifié pour le premier tour de la Coupe de l'UEFA. Le club élimine le club portugais du CD Nacional et se qualifie pour la phase de groupe. Séville termine deuxième du groupe H derrière Lille et se qualifie pour les seizièmes de finale de l'épreuve. Il y élimine le Lokomotiv Moscou. Séville élimine ensuite Lille en huitième de finale, le Zénith Saint-Pétersbourg en quart de finale et Schalke 04 en demi-finale. Le 10 mai 2006, Séville affronte en finale les Anglais de Middlesbrough et s'impose quatre buts à zéro.
Grâce à ce succès, le Séville FC participe à la Supercoupe de l'UEFA contre le FC Barcelone (vainqueur de la Ligue des champions). Le 25 août 2006, au Stade Louis-II de Monaco le Séville FC défait le FC Barcelone sur le score de 3-0.
Lors de la saison 2006-2007, le Séville FC se qualifie de nouveau pour la finale de la Coupe UEFA. Le club sévillan remporte une nouvelle fois la compétition en s'imposant aux tirs au but face à un autre club ibérique : l'Espanyol de Barcelone. Le club remporte quelques jours plus tard la Coupe d'Espagne.
La saison 2007-2008 débute par une victoire en Supercoupe d'Espagne contre le Real Madrid. Le club dispute également la Supercoupe d'Europe pour la deuxième année consécutive. Le Séville FC s'incline trois buts à un face au Milan AC. Mais ce début de saison est endeuillé par la mort du défenseur Antonio Puerta lors du premier match de la saison contre Getafe.
En Ligue des champions, les Andalous éliminent l'AEK Athènes lors du troisième tour préliminaire. Ils terminent ensuite premier de leur groupe (devant Arsenal) et se qualifient pour les huitièmes de finale. Ils y affrontent les Turcs de Fenerbahçe et s'inclinent aux tirs au but.
Terminant le championnat à la cinquième place les Andalous se qualifient pour la Coupe UEFA 2008-2009.

### Le Séville FC en Europe
Le Séville FC a une grande histoire footballistique en Europe. C'est le premier club andalou à avoir disputé la Coupe d'Europe (devenue plus tard la Ligue des champions) lors de la saison 1957-1958. Il fut éliminé en quarts de finale par le Real Madrid.
Séville a aussi disputé la Coupe d'Europe des vainqueurs de coupe, a gagné la Coupe de l'UEFA le 10 mai 2006 à Eindhoven et la Supercoupe de l'UEFA le 25 août 2006.
Le Séville FC aurait pu se targuer de ne pas avoir perdu à domicile pendant 29 matchs européens consécutifs, mais elle perdit ce record lors de la dernière minute d'un match contre AZ Alkmaar le 14 décembre 2006. Le club reste cependant à une longueur du record, qui appartient à Ipswich Town.
Lors de la saison 2013-2014, le Séville FC remporte la Ligue Europa face à Benfica, à l'issue d'une séance de tirs au but (4-2). Une finale de nouveau remportée en 2015 face au club ukrainien du Dnipro Dnipropetrovsk 3-2 après un doublé de leur Colombien Carlos Bacca. Le Séville FC remporte sa cinquième Ligue Europa (la troisième consécutive) lors de la saison 2015-2016 face aux Anglais de Liverpool sur le score de 3-1 avec un but du Français Kévin Gameiro et un doublé de Coke.
En août 2020, Séville remporte la Ligue Europa 2019-2020 à Cologne durant un Final 8 marqué par la Pandémie de Covid-19. Le club andalou élimine l'AS Roma (2-0) en huitième de finale puis Wolverhampton (0-1) en quart de finale. En demi-finale, Séville écarte Manchester United (2-1) et finit par s'imposer contre l’Inter Milan en finale (3-2). Séville remporte ainsi sa sixième Ligue Europa, la quatrième en sept ans.
Lors de la Ligue Europa 2022-2023, le FC Séville élimine le PSV Eindhoven en seizièmes de finales (3-0; 0-2) puis Fenerbahce en huitièmes de finales (2-0; 0-1) et Manchester United en quarts de finales (2-2 ; 3-0). En demi-finales, elle sort la Juventus (1-1 ; 1-2). Le 30 mai 2023, le FC Séville remporte sa septième Ligue Europa en s'imposant aux tirs au but face à l'AS Rome (1-1, t.a.b 4-1).

## Palmarès
| Compétitions nationales | Compétitions internationales |
| - Championnat d'Espagne (1) : - Champion : 1946. - Vice-champion : 1940, 1943, 1951 et 1957. - Championnat d'Espagne de deuxième division (4) : - Champion : 1929, 1934, 1969, 2001. - Coupe d'Espagne (5) : - Vainqueur : 1935, 1939, 1948, 2007 et 2010. - Finaliste : 1955, 1962, 2016 et 2018. - Coupe d'Andalousie (17) : - Vainqueur : 1917, 1919, 1920, 1921, 1922, 1923, 1924, 1925, 1926, 1927, 1929, 1930, 1931, 1932, 1936, 1939 et 1940. - Finaliste : 1916, 1918 et 1928. - Supercoupe d'Espagne (1) : - Vainqueur : 2007. - Finaliste : 2010, 2016 et 2018. | - Ligue des champions de l'UEFA : - Quart de finale : 1958, 2018 - Coupe UEFA/Ligue Europa (7) (record) : - Vainqueur : 2006, 2007, 2014, 2015, 2016, 2020 et 2023. - Supercoupe de l'UEFA (1) : - Vainqueur : 2006 - Finaliste : 2007, 2014, 2015, 2016, 2020 et 2023 - Club Challenge UEFA-CONMEBOL (1) : - Vainqueur : 2023 |

Le Séville FC a aussi remporté des tournois saisonniers comme la Railways Cup en 2008 et le Trophée Semana del Sol-Ciudad de Marbella en 1980 et 1981.

### Classement UEFA
Au 17 août 2025, le Séville FC est classé à la 59e place dans le classement UEFA et 23e dans le classement des clubs européens d'Eurotopteam .

## Personnalités du club

### Présidents

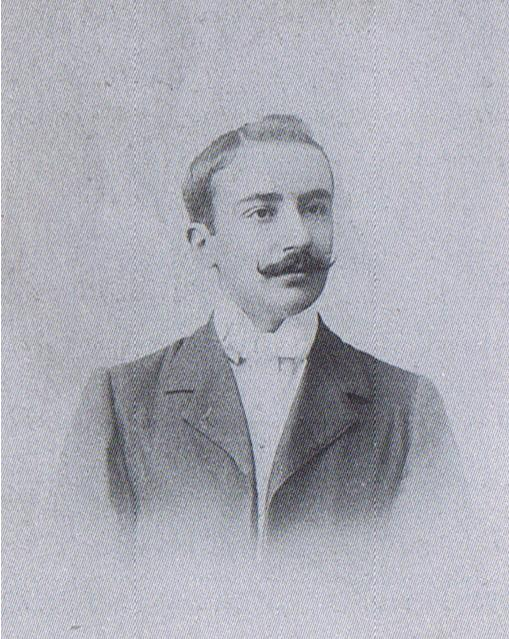
José Luis Gallegos, premier président du Séville FC.

Le Séville FC a eu 29 présidents tout au long de son histoire, dont 5 ont été présidents par une circonstance exceptionnelle ou comme président temporaire durant des périodes d'élections. En 1992, après l'entrée en vigueur de la loi des Sociétés Anonymes Sportives (SAD) en Espagne, le Séville FC s'est donc converti en Société Anonyme Sportive et donc le système d'élection du président a été modifié, passant d'un mode d'élection par les abonnés du club à un mode d'élection en fonction du capital que les actionnaires de la société donnent au club.
Entre le 27 mai 2003 et le 9 décembre 2013, le président du Séville FC est José Maria del Nido qui est obligé de démissionner après sa condamnation à sept ans de prison.
- 14/10/1905 - 25/10/1908 : José Luis Gallegos Arnosa
- 25/10/1909 - 18/12/1912 : Carlos García Martínez
- 18/12/1912 - 27/06/1914 : Josep Maria Miró i Trepat
- 27/06/1914 - 23/06/1920 : Francisco Javier Alba y Alarcón
- 23/06/1920 - 15/06/1921 : Enrique Balbontín de Orta
- 15/06/1921 - 13/05/1922 : Jorge Graells Miró
- 13/05/1922 - 16/05/1923 : Carlos Piñar y Pickman
- 16/05/1923 - 14/06/1925 : Manuel Blasco Garzón
- 14/06/1925 - 16/02/1932 : Juan Domínguez Osborne
- 16/02/1932 - 05/12/1941 : Ramón Sánchez-Pizjuán Muñoz
- 05/12/1941 - 07/09/1942 : Antonio Sánchez Ramos
- 07/09/1942 - 05/05/1948 : Jerónimo Domínguez y Pérez de Vargas
- 05/05/1948 - 28/10/1956 : Ramón Sánchez-Pizjuán Muñoz
- 28/10/1956 - 19/07/1957 : Francisco Graciano Brazal *
- 19/07/1957 - 19/08/1961 : Ramón de Carranza Gómez Pablo
- 19/08/1961 - 23/07/1963 : Guillermo Moreno Ortega
- 23/07/1963 - 04/05/1966 : Juan López Sánchez
- 04/05/1966 - 21/06/1966 : Antonio García Carranza *
- 21/06/1966 - 22/08/1968 : Manuel Zafra Poyato
- 22/08/1968 - 11/12/1972 : José Ramón Cisneros Palacios
- 11/12/1972 - 07/02/1984 : Eugenio Montes Cabeza
- 07/02/1984 - 23/04/1984 : Rafael Carrión Moreno*
- 23/04/1984 - 07/05/1984 : Juan Silverio de la Chica Viso *
- 07/05/1984 - 02/06/1984 : Francisco Ramos Herrero *
- 02/06/1984 - 14/10/1986 : Gabriel Rojas Fernández
- 29/06/1986 - 19/09/1990 : Luis Cuervas Vilches
- 19/09/1990 - 29/10/1990 : José María Cruz Rodríguez *
- 29/10/1990 - 05/08/1995 : Luis Cuervas Vilches
- 05/08/1995 - 10/10/1995 : José María del Nido*
- 10/10/1995 - 14/02/1996 : Francisco Escobar Gallego
- 14/02/1996 - 15/05/1997 : José María González de Caldas
- 15/05/1997 - 10/02/2000 : Rafael Carrión Moreno
- 10/02/2000 - 27/05/2003 : Roberto Alés García
- 27/05/2003 - 09/12/2013 : José María del Nido
- 09/12/2013 - 31/12/2023 : José Castro Carmona
- Depuis le 31/12/2023 : José Maria del Nido Carrasco

* Présidents intérimaires lors des élections présidentielles du club ou lors de circonstances exceptionnelles.

### Entraîneurs
| Entraîneurs du Séville FC, | Entraîneurs du Séville FC, | Entraîneurs du Séville FC, |
| --- | --- | --- |
| - Joaquín Valenzuela (1908-1910) - Eugenio Eizaguirre (1910-1917) - Pepe Brand (en) (1) (1917-1921) - Arturo Ostos (1921-1923) - Charles O'Hagan (en) (1923-1924) - Ángel Villagrán (1924-1927) - Lippo Hertzka (1927-1930) - José Quirante (1930-1933) - Ramón Encinas (1) (1933-1936) - Pepe Brand (en) (2) (1939-1941) - Victoriano Santos (1941-mar.1942) - Pepe Brand (en) (3) (mar.1942-1942) - Patrick O'Connell (1942-1945) - Ramón Encinas (2) (1945-1947) - Patricio Caicedo (es) (1947-1949) - Guillermo Campanal (1) (1949-1953) - Helenio Herrera (1953-1957) - Satur Grech (en) (1957-déc.1957) - Diego Villalonga (es) (1) (jan.1958-1958) - Jenő Kalmár (1958) - José Antonio Ipiña (1958-1959) - Guillermo Campanal (2) (1959) - Luis Miró (1959-fév.1961) - Diego Villalonga (es) (2) (mar.1961) - Antonio Barrios (en) (1) (mar.1961-1963) - José María Busto (es) (avr.1963-1963) - Otto Bumbel (1963-1964) - Ferdinand Daučík (1964-1965) - Ignacio Eizaguirre (1965-fév.1966) - Juan Arza (1) (mar.1966-1966) - Sabino Barinaga (1966-avr.1967) - Juan Arza (2) (avr.1967-1967) - Antonio Barrios (en) (2) (1967-jan.1968) | - Juan Arza (3) (fév.1968-1969) - Max Merkel (1969-1971) - Diego Villalonga (es) (3) (1971) - Dan Georgiádis (1971-fév.1972) - Fernando Guillamón (es) (mar.1972) - Vic Buckingham (mar.1972-1972) - Juan Arza (4) (1972-fév.1973) - Salvador Artigas (fév.1973-1973) - Ernst Happel (1973-déc.1973) - Santos Bedoya (es) (déc.1973-mai 1974) - Enrique Buqué (es) (mai 1974-1974) - Roque Olsen (1) (1974-1976) - Luis Cid (en) (1976-1979) - Miguel Muñoz (1979-déc.1981) - Manolo Cardo (en) (déc.1981-1986) - Jock Wallace (1986-1987) - Xabier Azkargorta (1987-jan.1989) - Pepe Ortega (fév.-mar.1989) - Roque Olsen (2) (mar.1989-1989) - Vicente Cantatore (1989-1991) - Víctor Espárrago (1) (1991-1992) - Carlos Bilardo (1) (1992-1993) - Luis Aragonés (1993-1995) - Toni Oliveira (1995-oct.1995) - Juan Carlos Álvarez (en) (1) (int.) (oct.1995-jan.1996) - Víctor Espárrago (2) (jan.1996-1996) - José Antonio Camacho (1996-fév.1997) - Carlos Bilardo (2) (fév.1997) - Julián Rubio (mar.-oct.1997) - Vicente Miera (oct.-déc.1997) - Juan Carlos Álvarez (en) (2) (int.) (jan.1998) - Fernando Castro Santos (en) (jan.1998-jan.1999) - Marcos Alonso Peña (jan.1999-mar.2000) | - Juan Carlos Álvarez (en) (3) (int.) (mar.2000-2000) - Joaquín Caparrós (2000-2005) - Juande Ramos (2005-oct.2007) - Manuel Jiménez (oct.2007-mar.2010) - Antonio Álvarez Giráldez (en) (mar.-sep.2010) - Gregorio Manzano (sep.2010-2011) - Marcelino (2011-fév.2012) - Míchel (fév.2012-jan.2013) - Unai Emery (jan.2013-2016) - Jorge Sampaoli (2016-juin.2017) - Eduardo Berizzo (août 2017-decembre 2017) - Vincenzo Montella (décembre 2017-avril 2018) - Joaquín Caparrós (avril 2018-mai 2018) - Pablo Machín (juin 2018-mars 2019) - Joaquin Caparros (mars 2019-mai 2019) - Julen Lopetegui (juin 2019-octobre 2022) - Jorge Sampaoli (octobre 2022-mars 2023) - José Luis Mendilibar (mars 2023-octobre 2023) - Diego Alonso (octobre 2023-décembre 2023) - Quique Sánchez Flores (décembre 2023-juin 2024) - García Pimienta (juin 2024-avr. 2025 - Joaquín Caparrós (depuis avr. 2025-juin 2025) - Matías Almeyda (depuis juin 2025) |

### Effectif professionnel actuel
Le premier tableau liste l'effectif professionnel du Séville FC pour la saison 2025-2026. Le second recense les prêts effectués par le club lors de cette même saison.
En grisé, les sélections de joueurs internationaux chez les jeunes mais n'ayant jamais été appelés aux échelons supérieurs une fois l'âge-limite dépassé ou les joueurs ayant pris leur retraite internationale.

## Couleurs et logos
Les couleurs traditionnelles du club sont un maillot blanc avec manches noires et rouges dans leur partie supérieure droite, short blanc et chaussettes noires avec des rayures rouges et blanches. Le maillot de rechange est rouge.

## Stade
Le stade Ramón-Sánchez-Pizjuán, inauguré en 1958, permet d'accueillir 45 500 spectateurs.
- Adresse : C/Sevilla Futbol Club s/n.
- Dimensions : 105x70 mètres.
- Architècte du projet initial : Manuel Muñoz Monasterio.

Le stade Ramón-Sánchez-Pizjuán a accueilli la finale de la Ligue des champions 1985/86, le 7 mai 1986, que le FC Barcelone perdit aux tirs au but contre le Steaua Bucarest. Ce stade a aussi accueilli des matchs de poule et une demi-finale (RFA - France) de la Coupe du monde 1982.
Récemment, avec comme motif le centenaire du club, une fresque a été peinte sur la façade sud du stade, qui montre la ville de Séville, et l'emblême du club flottant en haut d'un drapeau.

### Projet d'agrandissement
En 2007 est projetée le futur agrandissement du stade dont le résultat final sera un nouveau Ramón-Sánchez-Pizjuán, les travaux coûteront entre 80 et 100 millions d'euros pour amener la capacité du stade à 66 000 places. Les architectes Juan Antonio et Santiago Balbontin réaliseront l'agrandissement en deux phases : dix mille places seront ajoutées dans un premier temps, puis douze mille lors d'une deuxième phase. Durant la période des travaux, le FC Séville jouera dans le Stade Olympique.

## Hymne
L'hymne actuel date de 1983. Les paroles furent écrites par Angle Luis Osquiguilea de Roncales et la musique fut composée par Manuel Osquiguilea de Roncales.
En l'an 2005 Javier Labandon "El Arrebato" compose l'hymne du centenaire du club, qui est devenu numéro 1 des ventes de singles en Espagne et est devenu l'hymne d'un club de football le plus vendu dans toute l'histoire du football espagnol, atteignant la 5e place des singles les plus vendus cette année-là. Le 9 octobre 2006 le disque d'or de cet hymne a été livré au stade Ramón-Sánchez-Pizjuán.

## Rivalité avec le Betis
Le Séville FC et l'autre club de Séville, le Real Betis, entretiennent une longue rivalité.

## Célébrations
Les supporters sévillans ont l'habitude de célébrer les victoires de leur équipe à la Porte de Jerez autour de la fontaine d'Hispalis. Ceci est dû au fait que dans les origines du Séville FC, au début du XXe siècle, dans une brasserie situé à la Porte de Jeréz, dans l'Hôtel Alfonso XIII, les joueurs et les dirigeants du club se réunissaient pour célébrer les victoires de l'équipe.

## Statistiques et records

### Statistiques et records dans les compétitions nationales
- Saisons en Primera Division: 63 saisons.
- Saisons en Segunda Division: 13 saisons.
- Statistiques en Primera Division
- Classement historique de la Liga: 8e
- Matches joués: 2028
- Matches gagnés: 810
- Matches nuls: 453
- Matches perdus: 764
- Buts pour: 3058
- Buts contre: 2878
- Points: 2201 points
- Différence de buts: + 180
- Buts historiques en Liga
- 1er but : Séville 4-0 At.Madrid (Sanchez), 22 octobre 1934
- 100e but: Séville 4-1 At.Madrid (Raimundo), 14 janvier 1940
- 500e but: Valence 4-1 Séville (Herrera I), 6 octobre 1946
- 1000e but: Séville 6-1 Málaga (Juan Arza), 5 décembre 1954
- 1500e but: Séville 2-4 Córdoba (Francisco Gallego), 13 septembre 1964
- 2000e but: Séville 4-0 Racing de Santander (Julio César Coelho), 7 mars 1982
- 2500e but: Séville 1-0 Tenerife (Rafa Paz), 29 mai 1993
- 3000e but: Real Sociedad 1-3 Séville (Frédérick Kanouté), 10 octobre 2006
- Meilleur classement en Liga: 1er (saison 1945/46)
- Pire classement en Liga: 20e (saisons 1996/97 et 1999/00)
- Records de buts en Liga
- Plus grosse victoire à domicile: Séville 11-1 Barcelone (1940/41) et FC Séville 10-0 Real Oviedo (1941/42)
- Plus grosse victoire à l'extérieur: Celta 1-5 Séville (1943/44)
- Plus grosse défaite à domicile: Séville 0-5 Real Madrid (1962/63)
- Plus grosse défaite à l'extérieur: Real Madrid 8-0 Séville (1958/59)
- Joueurs ayant disputé le plus de matches:
- Manolo Jiménez (354 matches)
- Arza (350 matches)
- Campanal II (349 matches)
- Entraîneurs ayant dirigé le plus de matches
- Manolo Cardo (156 matches)
- Joaquín Caparrós (152 matches)
- Helenio Herrera (120 matches)
- Statistiques en Copa del Rey
- Participations en Copa del Rey: 86
- Champion: 4
- Vice-champion: 2
- 1/2 Finale: 8
- 1/4 Finale: 22
- 1/8 Finale: 26
- 1/16 Finale: 12
- 3e Tour: 8
- 2e Tour: 3
- 1er Tour: 1
- Meilleure série sans perdre de matches en Liga: 10 matches, de la 26e journée de la saison 1944/1945 jusqu'à la 9e journée de la saison 1945/1946 ; et de la 32e journée de la saison 2005/06 jusqu'à la 3e journée de la saison 2006/07.
- Trophée Pichichi: Juan Arza (1954/55) avec 28 buts.
- Trophée Zamora: Yassine Bounou (2021/22) avec 24 buts encaissés en 31 matchs joués.
- Internationaux apportés à la sélection espagnole: 32 (Dernier international apporté: Alberto Moreno Pérez)

Note: Actualisé à la fin de la saison 2006/07.

### Statistiques et records dans les compétitions internationales
- Participations européennes: 12 saisons.
- Participations à la Ligue des champions (1): 1/4 finale (1957/58), 1/8 (2007/2008), phase de groupes (2015/2016)
- Participations à la Coupe d'Europe des vainqueurs de coupe (1): 1/16 finale (1962/1963)
- Participations à la Coupe d'Europe des villes de foire (2): 1/32 finale (1966/1967, 1970/1971)
- Participations à la Coupe de l'UEFA (7): Champion (2005/06, 2006/07, 2013/2014, 2014/15, 2015/16), 1/8 finale (1982/1983, 1995/1996, 2004/2005), 1/16 finale (1990/1991), 1/32 finale (1983/1984)
- Participations à la Supercoupe de l'UEFA (6): Champion (2005/06)
- Statistiques dans les compétitions européennes
- Matches joués: 71
- Matches gagnés: 35
- Matches nuls: 18
- Matches perdus: 18
- Buts pour: 108
- Buts contre: 73
- Différence de buts: + 35
- Records de buts en compétitions européennes
- Plus grosse victoire à domicile: Séville 4-0 Paok Salonique (1982/83) et Séville 4-0 Atromitos (2006/07)
- Plus grosse victoire à l'extérieur: Grasshopper 0-4 Séville (2006/07)
- Plus grosse défaite à domicile: Séville 1-2 AZ Alkmaar (2006/07)
- Plus grosse défaite à l'extérieur: Real Madrid 8-0 Séville (1957/58)
- Joueurs ayant joué le plus de matches européens
- Daniel Alves (37 matches)
- Martí (32 matches)
- Adriano (29 matches)
- Joueurs ayant marqué le plus de buts en compétitions européennes:
- Kanouté (11 buts)
- Saviola (6 buts)
- Maresca (6 buts)
- Meilleure série sans défaite en Europe: 12 matches, de Lille-Séville 0-1 (aller des 1/8 de finale en Coupe de l'UEFA, saison 2005/06) jusqu'à Séville-AZ Alkmaar 1-2 (5e journée de phase de groupes de la Coupe de l'UEFA, saison 2006/07)
- Meilleure série sans défaite en compétition officielle: 16 matches, de la 32e journée de la saison 05/06 jusqu'à la 3e journée de la saison 06/07 de Liga, incluant les 1/2 finales de la Coupe de l'UEFA et la finale de la Coupe de l'UEFA de la saison 06/07, la Supercoupe d'Europe 2006 et le 1er Tour de la Coupe de l'UEFA 06/07.

Note: Actualisé à la fin de la saison 2006/07.